# Pissodes piceae
Pissodes piceae är en skalbaggsart som först beskrevs av Johann Karl Wilhelm Illiger 1807.  Pissodes piceae ingår i släktet Pissodes, och familjen vivlar. Arten har ej påträffats i Sverige.